# 英苏入侵伊朗
英苏入侵伊朗是1941年8月25日至9月17日英国和苏联为了确保对伊朗的油田和援苏物资通道安全，联合出兵干涉伊朗的军事行动。入侵的结果是親納粹德國的伊朗国王礼萨汗退位，軸心國在伊朗的势力被肃清。

## 起因

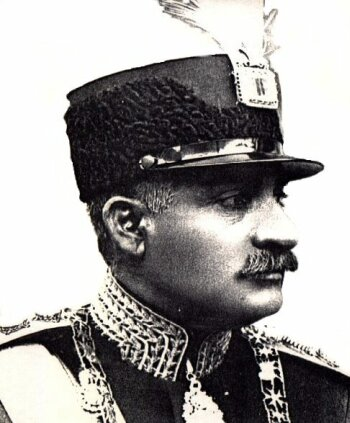
礼萨汗

伊朗在传统上是英俄大博弈的主要角逐地，在1907年《英俄條約》后也被两国视为禁脔，不容第三国染指。但是由于饱受英俄干涉之苦，伊朗的亲德情绪甚为强烈。第一次世界大战期间的1915年4月德国驻波斯布什尔城的领事，有“波斯的劳伦斯”之称的瓦思穆斯将波斯南部的游牧部落争取到自己一边，在亲德的波斯宪兵队的帮助下建立游击队，扫荡了法尔斯省的英军，攻占设拉子城:265。在德国和奧斯曼帝国间谍的煽动下，波斯西南部的阿拉伯游牧部落还切断了马斯杰德·苏莱曼和阿巴丹之间的几处主要输油管道，致使英波石油公司的石油运输停顿了4个月。为了对抗德国和土耳其的威胁英国和俄国则共同出兵波斯，两国军队1917年4月2日在波斯的克尔曼沙赫会师:265。
第一次世界大战结束后，波斯的哥萨克旅副指挥官礼萨汗在1921年发动政变，推翻恺加王朝，在1924年建立了巴列维王朝。巴列维王朝建立后，礼萨汗国王与德国建立了密切的合作关系。1925年伊朗皇家空军向德国的容克斯公司采购了第一批3架容克斯 F.13飞机。1927年德国汉莎航空公司取得了在伊朗全国专营邮政运输的特许权。1928年，德国公司承包了伊朗北方铁路的修建工程。1930年德国人受聘为伊朗国家银行的经理:281。
1933年1月30日希特勒上台。纳粹德国宣传部此后大力渲染德意志人和伊朗人同属雅利安人，两国都要反对英国的奴役，都要反对共产主义的扩张。德国利用伊朗来威胁英属印度帝国和苏联的南部腹地，伊朗则用德国来防备宿敌英、苏，更想利用德国的先进技术和专家来推进伊朗的现代化。两国有共同的战略利益，因此德伊关系越来越密切。到1936年在伊朗工作的德国专家已经超过5,000人。伊朗军队的火炮、步枪、手枪等武器装备全由德国制造，德黑兰大学和其他一些高等院校也由德国人管理。汉莎航空公司开辟了从柏林到德黑兰的直达航线，数以千计的伊朗学生去德国留学。德国使馆向伊朗国家图书馆捐赠了大量宣传印刷品和图书，并在德黑兰设立了宣传中心:281。
除此之外，德国和伊朗的经济合作也增长迅速。1937年德国在伊朗的对外贸易中仅次于苏联，居于第2位，次年即跃升为第一。伊朗向德国出口羊毛、棉花、铅矿、锡矿、水果和优质的皮货，进口各种机器、电讯器材、汽车、铁轨和铁路设备、化工产品和药品。

## 背景

韦维尔将军与奎南中将，1941年4月

1939年9月第二次世界大战爆发，伊朗随即宣布中立。此后英国对德国展开海上封锁，伊朗与德国的贸易往来一度中断，后来两国转经苏联进行贸易。
1941年春天德国和義大利已经几乎占领了整个欧洲。当年4月1日伊拉克亲德的“金方阵”军官集团发动政变，废黜首相和摄政，由民族主义情绪强烈的拉希德·阿里掌握政权。新政府得到蘇聯、義大利、日本、沙烏地阿拉伯的承认，与德国复交并要求英军撤出伊拉克。5月德军攻占希臘克里特岛，并从维希法国手中接管了叙利亚的机场，英国在近东和中东的利益岌岌可危。
为了保护中东和苏伊士运河的安全，以及确保英波石油公司对伊朗西南部油田的控制，英国对伊拉克政变做出了激烈的反应。4月18日正要调往远东的第10印度师一个旅和一个炮兵团在巴士拉登陆，此外约旦的“阿拉伯军团”也开入伊拉克。5月2日英国飞机开始轰炸包围哈巴尼亚基地的伊拉克军队。此后两个星期中，后续的英印联军部队源源不断地在巴士拉登陆，5月29日英军占领巴格达，拉希德·阿里和“金方阵”军官集团成员逃往伊朗、叙利亚和沙特阿拉伯。
占领伊拉克的英军由奎南中将指挥。他们的任务是确保盟国在伊拉克的交通线，并保障石油的供应。1941年5月底印度武装部队总司令克勞德·奧金萊克爵士和中东英军总司令韦维尔将军在巴士拉会见，并磋商进一步占领中东的行动计划。6月初英军和自由法国部队联手占领了維希法国殖民地叙利亚和黎巴嫩。
1941年6月22日德国向苏联发动苏德战争。在德国的猛烈攻击下，7月12日英苏达成协议，两国在对德战争中给予对方必要的帮助，不得到另一方的同意，绝不单独媾和。英国还同意立即向苏联提供其急需的第一批军火武器和药品。
当时苏联远东的港口皆处于日本帝國海军的严密监视之下，日本事实上已在1940年9月与德国及義大利结盟，只是尚未直接参战。而且这些港口远离苏联西部的战线，漫长的西伯利亚大铁路存在运力不足的问题。盟国若通过北冰洋向摩尔曼斯克运送援助则更加危险，因为德國已經在1940年攻占了挪威全境，而满载军火的船只很容易受到駐挪威的德国潜艇和飞机的攻击。再者当时摩尔曼斯克港口条件甚差，铁路运输不便，若要从速扩建港口，则是临渴掘井，在德蘇開戰後芬蘭加入軸心國一方，芬蘭軍隊向摩尔曼斯克發動進攻，所以經北冰洋到摩尔曼斯克一線更加沒希望。从地中海和黑海向乌克兰运送援助的通道同样危险，義大利皇家海軍在地中海和英国皇家海軍激烈戰鬥，而且中立國土耳其关闭了达达尼尔海峡，盟国护航队若要强行通过，势必遭到土军的激烈抵抗，就算通過了，黑海西岸的軸心國成员保加利亞和羅馬尼亞亦會出兵干涉阻截。
因此盟国在1941年夏天能马上使用的唯一一条援助苏联的路线，就是从波斯湾港口出发，经纵贯伊朗的铁路，抵达巴库和里海。显而易见，伊朗成为联结苏联与英国的战略通道，而当年4月发生在伊拉克的亲德政变意味着两国今后决不能容许德国人在这条战略通道附近存在。礼萨汗国王对这个问题的严重性估计不足，最終導致英蘇展開軍事行動。

## 经过

1941年，伊拉克和伊朗西部地區的地圖

### 最后通牒
1941年7月18日，英苏两国联合照会伊朗政府，要求驱逐在伊朗工作的德国人。伊朗政府在复照中指出，伊朗的工业部门需要德国专家的指导，在短时间内很难找到替代他们的人。况且德国专家的人数有限，又受到伊朗政府的严格监视，不足以构成什么威胁。8月16日，英苏再度发出照会，要求伊朗驱逐全部德国侨民，以结束德国特务的活动。伊朗政府在复照中说，在伊朗的德国侨民总共只有470人，远远少于盟国侨民。中立的葡萄牙没有驱逐德侨，瑞士、瑞典和美国也没有驱逐德侨。如将这些德侨驱逐出境，伊朗将违反严守中立的原则。8月23日，礼萨国王还请求美国出面，制止英苏对伊朗的要挟。但是美国驻德黑兰公使反劝伊朗加入盟国，对德宣战。礼萨国王觉得盟国态度蹊跷，遂要求驻伦敦公使探询盟国真正的意图和要求，但是没有得到答复。伊朗外交部通知德国驻德黑兰公使，表示伊朗决定遣返尚未撤走的德国侨民，德侨经土耳其返国的安排业已就绪。但是，这些侨民尚未动身，英国和苏联就采取了军事行动:81。

### 双方兵力
在英苏联合入侵前夕，伊朗陆军规模约为12万人，编为两个配备105毫米斯科达火炮的皇家近卫师（均驻扎在德黑兰），9个普通师（分别驻扎在全国六个军区，其中5个师在北方防备苏联，4个师在南方防备英国），5个宪兵旅，以及1个独立的机械化旅（装备捷克制造的AH-IV坦克和TNH坦克，若干英制1921型勞斯萊斯裝甲車以及美制TK-6装甲车（American LaFrance TK-6 Armoured Car））。伊朗皇家空军拥有大约400架飞机，编为8个大队。伊朗海军在里海中有2艘炮艇、5艘鱼雷艇、1艘武装拖船和1艘武装游艇，在波斯湾有2艘意大利建造的炮舰，4艘炮艇，3艘鱼雷艇和1艘拖船。
英军的入侵部队包括英印第8和英印第10师，英印第2装甲旅，第4骑兵旅（第9装甲旅）和英印第21步兵旅，由奎南中将指挥。苏军则从外高加索军区和中亚军区的第44、第47和第53集团军中抽调了入侵部队组成对伊朗作战集群，司令为德米特里·科兹洛夫中将。

### 北方战线
1941年8月25日凌晨零点，由诺维科夫指挥的一支约2000人的苏军摩托化部队在阿塞拜疆南部纳希切万地区渡过阿拉斯河，进入伊朗境内西阿塞拜疆省，很快占领了马库（Maku）和霍伊（Khoi），随后经大不里士向东进军。东边500公里外，另一支2000人的苏军纵队沿着里海南岸向东进军，占领了恩泽里港和拉什特，并逼近加兹温城，不久在那里与第一路军会合。第三路苏军1000人在沙赫港（巴列维港）登陆，虽然这支苏军部队在登陆过程中被苏联空军误炸，但仍迅速攻占呼罗珊省北部，随后逐渐推进到铁路枢纽塞姆南和沙赫鲁德。为了恐吓伊朗军队和平民，令其放弃抵抗，苏军飞机在入侵当天TB-3轰炸机轰炸了大不里士、拉什特、加兹温和雷扎耶，次日轰炸了德黑兰郊区。两天的空袭一共炸死83名伊朗平民和12名军人。
面对苏联的突然进攻，毫无准备的伊朗军队大部分在军营里被缴了械。校级以上的军官和情报官员被内务人民委员部的军官甄别出来，一些人被带到巴库审问，此后下落不明。一些伊朗军人趁夜色掩护逃出军营，跑到附近民居中躲藏。一些对德黑兰统治不满的地方部落则趁机揭竿而起，在苏联卵翼下控制了北方山区。
在北方战线没有发生海上战斗，不过苏军在沙赫港登陆时，里海区舰队的舰艇之间曾发生误击。

### 南方战线
在卡伦河口附近的沙赫普尔港（纵贯伊朗铁路的起点），一支搭载登陆部队的英澳联合舰队在8月25日凌晨4时08分悄悄驶入港口。这支小舰队包括“亚拉”号炮舰、“法茅斯”号护卫舰（HMS Falmouth）、“卡宁布拉”号辅助巡洋舰、1艘炮艇、2艘武装游艇和2艘武装的内河客船。见港内敌舰毫无防备，舰队指挥官哈林顿准将下令突然开火。“亚拉”号一炮击中伊朗海军最大的军舰——“虎”号（Babr）炮舰，将其重创。“亚拉”号随后进入卡仑河航道，用舰上的3磅炮和机枪扫射其余的伊朗炮艇，对方水兵纷纷跳河逃命。到凌晨5时30分，英澳舰队上搭载的印度陆军士兵全部登陆完毕，占领了港口。
在沙赫普尔港还停泊着5艘德国货船和3艘意大利货船，虽然这些船始终处于两艘伊朗军舰的监视之下，但是它们的存在始终使英国感到不安，担心其船员利用可乘之机在阿拉伯河中将船炸沉，以堵塞阿巴丹大型炼油厂船坞的唯一入口。当盟国舰队开入沙赫普尔港时，两艘德国船的船员便开始炸船。其中一艘在爆炸前被登船的澳大利亚士兵控制住，另外一艘德国商船“霍亨菲尔”号（SS Hohenfel）的船员成功地引爆了船内的炸药，但是凿船的位置选择不当，因此未能阻塞河道。沙赫普尔港内其余的轴心国货船全都被俘。
在阿巴丹港，英国海军“肖汉”号炮舰（HMS Shoreham）击沉了“虎”号的姐妹舰“豹”号（Palang）炮舰，港内的其他伊朗军舰不是被击毁，就是被俘。“亚拉”号和“卡宁布拉”号随后前往霍尔木兹海峡口的阿巴斯港，在那里击毁并捕获了意大利商船“希尔达”号。
8月25日白天，英国皇家空军的一队“布仑海姆”轻型轰炸机奇袭了阿瓦士机场，停在那里的伊朗飞机还没来得及起飞就被炸毁在地面上。接着，8000多名英印士兵乘船沿卡仑河北上，在一天的激战之后占领了阿瓦士。另一路英军从伊拉克的哈奈根出发，在25日凌晨4时越过边界，在克尔曼沙赫附近遭到伊朗军队的坚决抵抗，4天后才占领克尔曼沙赫油田。伊朗南部的各个空军基地被英军一扫而光，空军官兵被遣散回家，伊朗空军的飞机则被英军士兵拆毁。在巨大的杜珊·塔佩空军基地，英军接收了那里的沙阿兹飞机组装厂，15架刚从美国运来的、崭新的寇蒂斯“霍克”战斗机（其中5架还没拆箱）被英国人没收，运到了印度。

### 伊朗的反应
在德黑兰，礼萨国王在8月25日凌晨从曼苏尔首相那里得知英苏军队入侵的消息，他迅即向苏联大使和英国公使表示准备答应两国政府的要求。然而英苏使节的答复却是，两国的军队将继续向前挺进。
8月27日，曼苏尔首相被国王免职，新首相下令伊朗武装部队停止抵抗。8月30日，英苏大使要求伊朗军队全面停止抵抗，将除外交人员之外的全体德国侨民一律驱逐出境，伊朗为盟国取道其领土运输军火武器和战争物资提供方便。8月31日，英苏两国要求伊朗将德国侨民转交苏军和英军处置。9月9日，伊朗新首相取得议会的同意，答应了盟国的条件。然而第二天英国和苏联再度向伊朗发出最后通牒，要求伊朗在48小时内必须关闭德国、意大利、罗马尼亚和匈牙利使馆，交出德国侨民，否则盟军将全面占领伊朗:283。
9月16日，英苏军队压向德黑兰，伊朗国民议会被迫宣布礼萨国王逊位。次日，英国和苏联军队开入德黑兰，伊朗全国的抵抗行动都停止了。伊朗境内的德国人全部被捕，其中一半人被苏联挑去，流放到西伯利亚；另外一半人则被英国人流放到澳大利亚:84。1941年9月17日，21岁的王储穆罕默德·礼萨·巴列维在议会大厦宣誓成为国王。
礼萨国王退位后，动身离开德黑兰，先经伊斯法罕到阿巴斯港，在那里登上了一只英国船。在上船前，礼萨命人挖了一块波斯泥土，装进一个小包，然后塞进自己的口袋里。这只船本来准备去南美洲，开到孟买后又决定改去英属毛里求斯岛。因患晚期动脉硬化，礼萨汗决定去南非检查，最后于1944年因心脏病发作在约翰内斯堡去世，终年65岁。

## 后果

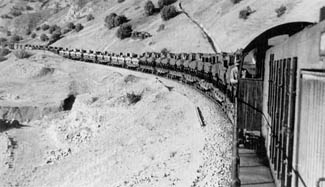
伊朗北部向苏联运送作战物资的列车

1942年1月29日伊朗与英国和苏联签署了三国同盟条约。在这个条约中，英苏两国明确表示，他们的军队驻扎伊朗“决不意味着军事占领”，同时保证尊重伊朗的主权、独立和领土完整，并保证在对德战争结束6个月之内完全撤出伊朗。此外伊朗应把全境的一切公路、铁路、江河、机场、港口、输油管、电话、电报和无线电设施全部移交给盟军管理，盟国保证伊朗在将来不被英国和苏联瓜分。
在英占区，英国人一方面肃清这里的德国特务和亲德酋长，一方面支持各部落的分裂活动，以对抗德黑兰的中央政府。在苏占区，苏联人赶走了北方各省的伊朗总督，用自己的亲信取而代之，将这些地方完全置于自己的军事、政治和经济控制之下，致使苏占区几乎成为“国中之国”。苏联人同时支持由伊朗共产党发展而来的“伊朗人民党”在北部地区发展势力、扩大地盘，为战后夺权创造条件:142-143。
盟国占领雖然給伊朗帶來了不少糟糕的後果，像是盟国自己有上万辆的军用卡车，美国参战后又运来了大量崭新的火车头和车皮，但是伊朗为数不多的4,000辆卡车和铁路货车仍被盟国无偿征用。伊朗北部生产的小麦、稻米和棉花也被苏联人大肆征收，运回国内。为了给驻军发饷，盟国强迫伊朗国家银行增发7亿里亚尔的纸币，致使伊朗货币在一夜之间贬值了20%。在盟军命令下，大米、砂糖、茶叶、棉毛织品和其他生活必需品实行定量配给，英国和苏联将配给票证发给各部落酋长，这些票证在伊朗的黑市上为其牟取了大量的现金，为其今后发动武装叛乱提供了资金:286。
1941年冬天伊朗北部的苏联占领军包括第402步兵师，、第1山地骑兵师、第23骑兵师和两个摩托化独立团。在伊朗南部和伊拉克的英印部队则被编为第10军团，并划归中东司令部指挥。次年春季由于轴心国入侵埃及，第10军团的一些战斗部队被派到地中海东岸地区。同年夏天德軍部队更深地侵入了苏联南部，从高加索威胁着伊朗和伊拉克。这种严峻的形势使英国在1942年8月决定增强第10军团，把它从一个专门从事防御和运输工作的部队改组为战斗部队，即“波斯-伊拉克部队”。它有自己的总司令，直属陆军部指挥。A.T.威尔逊爵士被任命为该军司令。
到1942年底“波斯-伊拉克部队”组成了两个军团，即第3和第21印度军团，共有两个英国师和1个英国装甲旅，3个印度师和1个印度装甲旅，以及两个波兰师。假如高加索方向的德国威胁成为现实的话，盟国还准备动员伊朗的9个师，以及数量不多的伊拉克部队。不过斯大林格勒保卫战的成功永久解除了德軍对伊朗的威胁，“波斯-伊拉克部队”中的作战部队被不断抽调到北非，这支部队再次成为一支在伊朗境内维持交通和治安的后备部队，而且其任务被美国军队接管了很大一部分。
不過，同時也帶給了伊朗不少好處，像是美国工兵部队还改善了伊朗的铁路和公路网，从而把更多的、成百万吨的军需品、交通工具和医疗物资送到苏联。
盟国的占领，给伊朗也带来了一些物质上的好处，尤其在美国参战以后，伊朗不止一次根据租借法案得到药物、金属产品、轮胎、化学制品和农具的援助。英国在结盟的第一年给伊朗运去了70,000吨小麦，此后来自美国的粮食和武器援助大量涌入伊朗，价值达4,500万美元。美国派来了30,000名非战斗人员协助伊朗扩建波斯湾和霍尔木兹海峡的港口，修复现有的公路，修建新的公路和机场，并改造纵贯伊朗铁路。1942年5月美国还向伊朗派出了财政专家使团，协助伊朗实现海关和工业监管，建立现代的会计和审计制度，并平复物价。美国派出军事顾问协助伊朗重建军队，同时还派出以老赫伯特·諾曼·施瓦茨科夫上校（其子即為1990年波斯灣戰爭聯軍總司令諾曼·史瓦茲柯夫）为首的宪兵代表团，协助伊朗重建宪兵部队:287，美國在伊朗的勢力在戰後得以發展。

## 英苏撤军
1943年12月1日美、英、苏三国发表的德黑兰宣言肯定了伊朗“在反对共同敌人的战争中所作的贡献”，美、英、苏三国保证增加对伊朗的经济援助，在战争结束后保证维护伊朗的独立、主权和领土完整。在对德战争结束后，美国和英国也分别履行了这一诺言，分别在1945年6月10日和9月25日开始从伊朗撤军。不过，苏联在阿塞拜疆人和库尔德人聚居的地区扶植了两个政党——“阿塞拜疆民主党”和“库尔德斯坦民主党”，这两个党在1945年12月先后宣布成立“阿塞拜疆人民政府”和“馬哈巴德共和國”，這兩處地區脱离伊朗中央政府的統治，使得伊朗陷入分裂危機。
1945年11月24日，美国政府要求苏联从伊朗撤军，停止干涉伊朗内政。而苏联表示阿塞拜疆的叛乱“是伊朗统治阶级的压迫所致，与苏联毫无关系”。美国遂立即停止从伊朗撤军，并增派3000名士兵前往阿米尔阿巴德，英国也派出三支部队进驻伊朗中南部的石油产区。
1946年1月25日，伊朗驻英国大使在伦敦的聯合國安全理事會上正式对苏联提出控告，指责苏联红军扶植分裂伊朗的傀儡政權、阻止伊朗平叛的行为违反联合国宪章，要求联合国进行调解。聯合國安全理事會因此在1946年1月30日至1946年5月8日期間通過2號、3號、5號決議，要求蘇聯切實從伊朗撤軍。
为了不给苏联留下拒绝撤兵的借口，英国和美国在二战结束半年后，即在1946年3月2日之前，都全部撤出了伊朗。在英美及其他西方國家的壓力下，苏联红军在3月3日下午撤出大不里士。然而这支军队并没撤回苏联境内，而是兵分三路，分别开往德黑兰及土耳其、伊拉克边境。伊朗北部其他地方的苏军则仍然留在原地。后来几周里，几百辆苏联坦克在步兵的密切配合下开进伊朗，与此同时，一个师的苏军沿着土耳其的欧洲边界集结，苏联政府还频繁地进行政治活动，恫吓土耳其割让阿尔达汉和卡尔斯地区（沙俄侵占的土耳其领土，1920年代由列宁归还给土耳其，以示友好）。在这种情况下，美国总统杜鲁门在3月21日向斯大林发出威胁性的口信，要求他履行诺言，把自己的3万军队全部从伊朗撤走，否则美国“面对强大的国家或国家集团的侵略或渐进侵略时，美国将一如既往地做出反应。”在美国的压力下，斯大林在3月25日被迫做出撤军的决定，宣布苏军在五到六周的时间里全部撤出伊朗。实际上，苏军在九周之后的5月25日才全部撤出伊朗。

## 文化影響
受英苏入侵伊朗影響，Gol-e-Golab在1944年创作了著名的伊朗爱国歌曲《啊，伊朗》（波斯語：ای ایران）的歌词，他曾說：“1944年的時候，伊朗街上侵略者的腳步足以驚醒每一個愛國者，我受這種情緒影響撰寫此歌歌詞。Khaleghi教授也為此歌譜曲。儘管受到種種的政治阻力，這首歌還是深入伊朗人內心與靈魂中去。”。
《啊，伊朗》曾在1979-1980年作为伊朗临时政府国歌，由於這首歌超然於伊斯蘭主義者與巴列維國王支持者的派系爭執之上，許多伊朗人仍將此歌當作是真正的伊朗國歌。
由于英苏联合入侵伊朗，至今伊朗社会仍然存在强大的反英和反苏情绪；即使在兩伊戰爭期間，蘇聯曾介入支援已經與美國決裂的伊朗革命政府，苏联解体之前伊朗和苏联的关系也处于冻结状态。

### 引用
1. 1 2  Compton Mackenzie, Eastern Epic, p.136
2. 1 2 3 4 5 6 7  王新中; 冀开运. . 商务印书馆. 2002年. ISBN 978-7-100-03360-2.
3. 1 2 3  穆罕默德·礼萨·巴列维：《我对祖国的职责》，商务印书馆，1977年
4. ↑  《伊拉克》P642-644
5. ↑   [《聯合國年鑑 1946-47》]. 聯合國: 327–330頁. （原始内容存档于2020-07-28） 使用|archiveurl=需要含有|url= (帮助). |chapter=被忽略 (帮助); （英文）

### 书籍
- 穆罕默德·礼萨·巴列维：《我对祖国的职责》，商务印书馆，1977年
- 《伊拉克》(IRAQ, 1900 to 1950) by Stephen Longrigg, Oxford University Press 1956，北京人民出版社，1977年
- 王新中、冀开运：《中东国家通史·伊朗卷》，商务印书馆，ISBN 978-7-100-03360-2